# École du Rang-II-d'Authier
Le Musée École du rang 2 est un site historique situé à Authier en Abitibi-Témiscamingue, dans la MRC d'Abitibi-Ouest. Ce lieu constitue une ancienne école de rang qui a accueilli des élèves entre 1937 et 1958. L'École du rang II était fréquentée par des élèves de la première à la septième année. Ce lieu patrimonial dévoile aux visiteurs la vie scolaire et rurale d'autrefois en Abitibi. Il s'agit de l'une des rares écoles de rang faisant toujours parties du paysage rural québécois.      

## Architecture
L’École du rang II, qui fut construite en bois, se compose d'un étage et demi. Ses murs sont couverts de planches à clins et contiennent huit grandes fenêtres. Cette école est de petite taille ; elle comprend une classe, un vestiaire, une cuisine ainsi que l'hébergement de l’enseignante qui se trouvait au rez-de-chaussée. Sur le terrain de l'école se trouve un hangar à bois. L'édifice, dont le plan fut constitué par l'architecte Edmond Latourelle, contient une charpente à claire-voie couverte de planches à clins. De plan carré, l'École du rang II est coiffée d'un toit à deux versants droits couvert de tôle et percé d'une cheminée en brique à l'est et d'une cheminée de ventilation en bois à l'ouest. Le corridor est séparé par une cloison, un côté étant réservé aux garçons et l'autre aux filles. Le bâtiment a pu conserver au fil du temps son apparence d'origine et tous ses éléments constituants.

## Histoire
Avant l'arrivée des Européens, l'Abitibi-Témiscamingue était peuplée par deux groupes Anicinabek: les Abitibis et les Témiscamings. Ce sont les Abitibis qui habitaient le territoire où se trouve aujourd'hui Authier, au nord de la ligne de partage des eaux. Si les Anicinabek occupaient ce territoire, ils étaient aussi en mouvement constants et côtoyaient leurs voisins les Cris et les Atikamekw.  
Alors que le Témiscamingue est colonisé à la fin du XIXe siècle, la colonisation de l'Abitibi commence après la construction du tracé du chemin de fer transcontinental au Canada traversant la région. Ces travaux ferroviaires en Abitibi débutent en 1909. À partir de 1912, les trains commencent à circuler en Abitibi. Les premiers colons s'établissent près des gares le long du chemin de fer. On assiste alors à la création des premières localités, notamment Amos et La Sarre.  
C'est dans ce contexte qu'Authier voit le jour, en 1918. Cette municipalité située près de la rivière Bellefeuille tient son nom d'Hector Authier, lequel est surnommé le «père de l'Abitibi». Authier a comme premier maire Arthur Duchesne. Dès 1919, les citoyens d'Authier forment leur propre commission scolaire. En 1920, une maison-école y est ensuite construite. Cette école, située dans l'arrondissement no 1, a pour institutrice Maria Coulombe. 

### Origines à la fermeture
Selon le recensement de 1931, 28 garçons et 67 filles fréquentaient l'école du village. En 1936, ce nombre augmenta à 139. Le nombre d'élèves fut jugé par le Département de l'instruction publique comme assez élevé pour justifier la construction d'une école de rang à Authier. En effet, 59 élèves de l'école du village venaient des rangs II et III. En 1937, les travaux de construction de l'école du Rang II d'Authier furent alors amorcés. Les élèves de la première à la septième année fréquentaient ainsi cette école de rang dont l'enseignement était tout donné par une seule institutrice. L'entièreté des enfants, de tous les âges, se trouvaient dans la même classe avec la même enseignante. Grâce aux écoles de rang en Abitibi, les enfants de milieu rural pouvaient être alphabétisés et éduqués par une enseignante. 
À partir de la fin des années 1950, comme les services scolaires se sont centralisés et que le transport s'est considérablement amélioré, les élèves fréquentèrent dorénavant les écoles de village. L'école du Rang II d'Authier ne fit pas exception et ferma ses portes, en 1958. Trois ans plus tard, la commission scolaire vendit le bâtiment à un cultivateur. Ce dernier l'utilisa durant plusieurs années comme remise de ferme. Dès 1980, des citoyens de la municipalité d'Authier entreprirent des démarches en vue de faire reconnaître la valeur patrimoniale de l'École du rang II. 

### Institutrice et ses conditions de vie
De 1910 à 1945, les institutrices d'écoles de rang en Abitibi provenaient généralement de l'extérieur, notamment de Trois-Rivières, de Québec, des Canton de l'Est, du Bas Saint-Laurent, de la Gaspésie, de l'Outaouais ou du Saguenay-Lac-Saint-Jean. D'autres institutrices accompagnaient leurs parents venant s'installer dans la région.  Elles étaient souvent de jeunes femmes, voire des adolescentes, qui venaient à peine d’achever leur dernière année d’école élémentaire. La plupart du temps, elles enseignaient un ou deux ans, avant de se marier, car après coup elles n’étaient plus en droit d’exercer leurs fonctions. De 1945 à 1964, plusieurs des institutrices venaient de la région où elles avaient étudié aux écoles normales. 
Il va sans dire que l'institutrice vivait dans des conditions à la fois infantilisantes et paternalistes. En plus de se loger dans l'école, l'institutrice devait limiter ses sorties et mener un mode de vie irréprochable. Dès son arrivée, elle devait se faire accepter par les gens de l'arrondissement. Il fallait en tout temps qu'elle se montre calme et polie envers les parents des élèves de même qu'à l'endroit de toutes les autorités scolaires, notamment le curé. Envers les élèves, l'institutrice se devait d'être particulièrement compréhensive et patiente.  
Non seulement l'institutrice devait-elle enseigner à tous les niveaux, mais elle avait aussi plusieurs autres responsabilités. Parmi la liste de ses obligations, elle devait faire l'entretien de l’école et de son logement, chauffer le bâtiment, puiser l’eau d’un puits pour les besoins des enfants ainsi que pour elle. De plus, lorsque la mère d'un élève tombait malade, l'institutrice servait les repas jeunes enfants après les heures de classe. Étant donné le risque de maladies dans l'école, l'institutrice devait également donner une attention très particulière à l'hygiène, prendre plusieurs précautions contre le rhume et la grippe et aussi sensibiliser les élèves au soin des dents et à la bonne alimentation. Malgré toutes les responsabilités de l'institutrice, les faibles revenus tirés de sa profession ne suffisaient pas toujours à boucler son budget.

### Fonctionnement de l'école
Parmi les matières que les élèves devaient suivre à l'école du rang, il y avait l’arithmétique, l’histoire, la géographie, la religion, la bienséance et le dessin. 
L'École du rang II était sous le contrôle direct du Département de l'instruction publique et du Ministère de la Colonisation. Le curé servait d'intermédiaire entre les cadres supérieurs en éducation et l'école. En fait, l'Église catholique et ses représentants exerçaient une grande influence sur le fonctionnement de l'école, en particulier dans le système de règles de conduite dictées aux élèves au sein de l'école. Parallèlement, la pratique de châtiments corporels y était fréquente. 
La tenue extérieure et intérieure de l'école de rang n'était pas toujours ce qu'elle devait être. Son matériel d'enseignement pouvait être quelque peu rudimentaire. De plus, il arrivait que ce lieu ne soit pas bien isolé. La majorité de ces écoles ne bénéficiaient pas non plus de service d'eau courante. Malgré ces éléments, l'école rurale demeurait souvent la seule instruction pour plusieurs personnes, entre les années 1930 et 1950. Elle ne contribua pas moins à leur donner un esprit de fierté et d'appartenance à leur milieu. 

## Protection et mise en valeur
En 1980, le Comité du patrimoine fut formé à Authier, en vue de sauvegarder la petite école du rang II et de la faire connaitre comme un lieu historique et d'interprétation. Le 9 octobre 1981, le Ministère des Affaires culturelles classa l'école du rang II d'Authier comme monument historique. Ce fut en 1983 que l'école ouvrit ses portes au public. C'est depuis ce temps que l'institution muséale fait revivre aux visiteurs l'éducation de rang du Québec d'autrefois. L'école du Rang II d'Authier présente un intérêt patrimonial pour sa grande valeur architecturale au sens où elle représente particulièrement l'apparence des écoles du début du XXe siècle. D'ailleurs, le bâtiment fut restauré en 1982 selon les plans originaux. Ce lieu présente également un grand intérêt pour sa valeur historique en offrant aux visiteurs l'occasion d'y découvrir l'évolution de l'éducation au Québec. Cette visite permet aussi de sensibiliser les touristes au chemin parcouru par les femmes pour la défense et l’évolution de leurs droits. Le visiteur peut y interpréter toutes les différences entre les méthodes d’éducation employées à l’époque et celles d'aujourd'hui. Ce lieu historique a aussi la particularité de s'enrichir de visiteurs qui avaient déjà fréquentés l'école à l'époque, que ce soit d'anciens élèves ou d'anciennes institutrices. C'est d'ailleurs le cas de Gisèle Bergeron, ex-institutrice de l'École du rang II, qui visitait à chaque année le musée et y témoignait son expérience de vie de l'époque. 
À ce musée sont proposées plusieurs activités variées comme l'animation, la visite guidée et les ateliers créatifs. Lors d'une visite à cette école, l'animateur fait vivre une expérience immersive avec le matériel scolaire et l 'ambiance du lieu. Les visiteurs peuvent ainsi se sentir dans la peau d'un élève des années 1940. 
Rachel Barbe est aujourd'hui la directrice générale du Musée École du rang II. Rachel Barbe est également directrice générale et secrétaire-trésorière de la municipalité d’Authier.  
En 2021, l'institution a obtenu son agrément du Ministère de la Culture et des Communications pour obtenir le statut de musée.  